# Phlegetonia callichroma
Phlegetonia callichroma là một loài bướm đêm trong họ Noctuidae.